# Warrnambool
Warrnambool is een stad in het zuidwesten van Victoria in Australië. De stad vormt de hoofdplaats van de Local Government Area (LGA) Warrnambool City. Warrnambool heeft 31.569 inwoners en ligt aan de Princes Highway, nabij het westelijke einde van de Great Ocean Road.

## Sport
- In Warrnambool wordt jaarlijks een ITF-tennistoernooi georganiseerd
- Warrnambool is de finishplaats van de op-een-na oudste wielerklassieker, de Melbourne to Warrnambool Classic. Dit is de langste eendaagse wielerwedstrijd op de UCI-kalender

## Stedenband
- Warrnambool onderhoudt sinds 1992 een stedenband met Miura in Japan